# Diócesis de Ganzhou
La diócesis de Ganzhou o de Kanchow (en latín: Dioecesis Canceuvensis y en chino: 天主教赣州教区) es una circunscripción eclesiástica de la Iglesia católica en China. Se trata de una diócesis latina, sufragánea de la arquidiócesis de Nanchang. Desde el 25 de agosto de 1990 es sede vacante, aunque para el Anuario Pontificio es sede vacante desde el 10 de octubre de 1969. La Asociación Patriótica Católica China en 1981 la fusionó con las diócesis de Nanchang (la arquidiócesis rebajada), Ji'an, Nancheng y Yujiang para erigir la diócesis de Jiangxi, sin el asentimiento de la Santa Sede, y cuyo obispo "oficial" es John Baptist Li Su-guang desde 2011.

## Territorio y organización
La diócesis tiene 88 609 km² y extiende su jurisdicción sobre los fieles católicos de rito latino residentes en parte de la provincia de Jiangxi.
La sede de la diócesis se encuentra en la ciudad de Ganzhou, en donde se halla la catedral, aunque la catedral de la diócesis patriótica de Jiangxi es la Catedral de la Inmaculada Concepción en la ciudad de Nanchang.
En 1950 en la diócesis existían 18 parroquias.

## Historia
El vicariato apostólico de Ganzhou (Kanchow) fue erigido el 25 de agosto de 1920 con el breve Divinae sponsiones del papa Benedicto XV, derivando el territorio del vicariato apostólico de Kiangsi Meridional (hoy diócesis de Ji'an).
El 11 de abril de 1946 el vicariato apostólico fue elevado a diócesis con la bula Quotidie Nos del papa Pío XII.
En 1949 el Partido Comunista de China capturó Ganzhou, se impuso en la guerra civil y proclamó la República Popular China el 1 de octubre de 1949. El 4 de septiembre de 1951 China comunista expulsó al nuncio apostólico Antonio Riberi y la Santa Sede continuó reconociendo a la República de China en Taiwán como el legítimo gobierno chino. Todos los misioneros extranjeros fueron expulsados de China comunista en 1952. 
La Asociación Patriótica Católica China fue creada con el apoyo de la Oficina de Asuntos Religiosos de la República Popular de China en 1957, con el objetivo de controlar las actividades de los católicos en China. Su nombre público es Iglesia católica china y es referida como la "Iglesia oficial" en contraposición a la "Iglesia subterránea" o "Iglesia clandestina" leal a la Santa Sede.
En el período de 1966 a 1976 la Revolución Cultural se ensañó especialmente contra la religión, destruyéndose numerosas iglesias y cesaron todas las actividades religiosas en la diócesis. La diócesis reasumió sus actividades en la década de 1980.
La Asociación Patriótica Católica China en 1981 la fusionó con las diócesis de Nanchang (la arquidiócesis rebajada), Ji'an, Nancheng y Yujiang para erigir la diócesis patriótica de Jiangxi, sin el asentimiento de la Santa Sede. Un obispo "patriótico", no reconocido por la Santa Sede fue Chen Duqing, fallecido en 1990: había sido uno de los primeros obispos chinos ordenados en 1957 sin autorización de Roma.
El 22 de septiembre de 2018 se firmó en Pekín el Acuerdo provisional entre la Santa Sede y la República Popular de China sobre el nombramiento de los obispos. El 22 de octubre de 2020 el acuerdo fue prorrogado por otros dos años y en octubre de 2022 por otros dos años más.
Debido a la situación particular de la Iglesia católica en China, la Santa Sede no nombra obispos para las diócesis chinas, que son sedes oficialmente vacantes incluso en presencia de obispos reconocidos por Roma.

## Estadísticas
Según el Anuario Pontificio 2002 la diócesis tenía a fines de 1950 un total de 15 145 fieles bautizados.
| Año                                                                             | Población            | Población | Población      | Sacerdotes | Sacerdotes    | Sacerdotes    | Bautizados por sacerdote | Diáconos permanentes | Religiosos | Religiosos | Parroquias |
| Año                                                                             | Bautizados católicos | Total     | % de católicos | Total      | Clero secular | Clero regular | Bautizados por sacerdote | Diáconos permanentes | Varones    | Mujeres    | Parroquias |
| ------------------------------------------------------------------------------- | -------------------- | --------- | -------------- | ---------- | ------------- | ------------- | ------------------------ | -------------------- | ---------- | ---------- | ---------- |
| 1950                                                                            | 15 145               | 3 000     | 0.5            | 40         | 16            | 24            | 378                      |                      |            | 45         | 18         |
| Fuente: Catholic-Hierarchy, que a su vez toma los datos del Anuario Pontificio. |                      |           |                |            |               |               |                          |                      |            |            |            |

## Episcopologio
- Paul-Marie Dumond † (21 de julio de 1920-12 de mayo de 1925 nombrado vicario apostólico) (administrador apostólico)

- Paul-Marie Dumond † (12 de mayo de 1925-3 de julio de 1931 nombrado vicario apostólico de Nanchang)
- John Andrew O'Shea † (3 de julio de 1931 por sucesión-10 de octubre de 1969 falleció)
  - Sede vacante
  - Chen Du-qing † (9 de octubre de 1958 consagrado-25 de agosto de 1990 falleció)